# Entrenamiento en suspensión

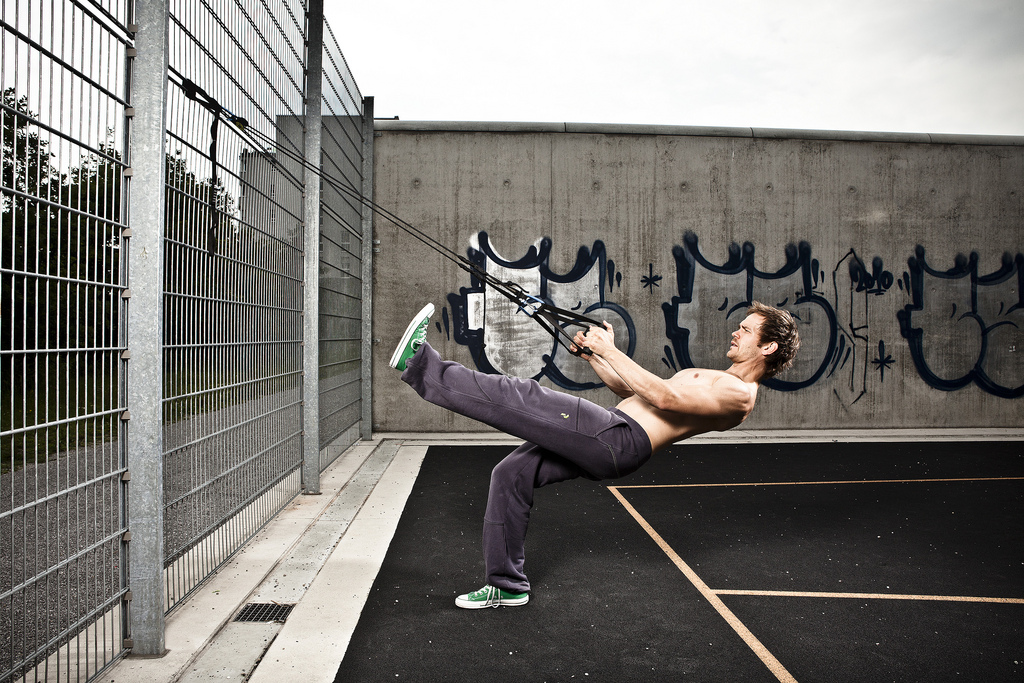
Ejercicio de exterior con un Sling Trainer.

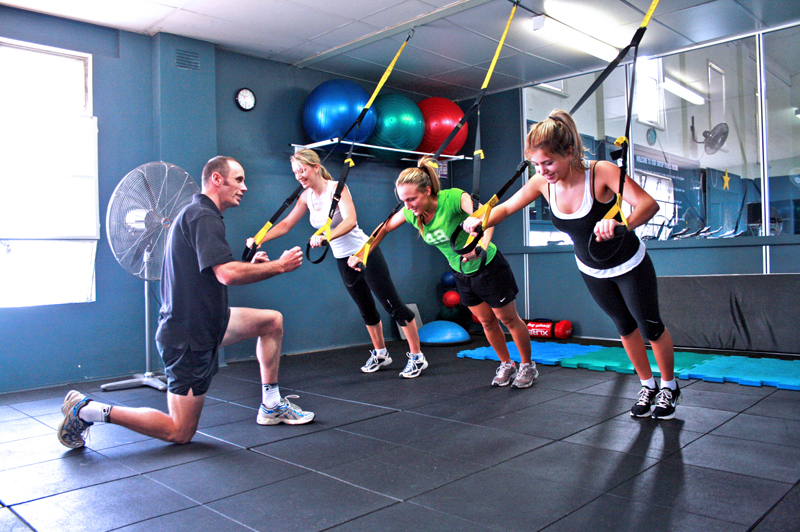
Entrenamiento grupal de suspensión.

Entrenamiento en suspensión, suspensión o TRX, son los ejercicios funcionales que se desarrollan a través de un arnés sujeto por un punto de anclaje, ajustable no elástico fabricado de distintos materiales que permite realizar un entrenamiento completo para todo el cuerpo utilizando el propio peso corporal y la resistencia a la gravedad.

## Descripción
El entrenamiento en suspensión es una forma de entrenamiento funcional (para cualquier actividad deportiva o de la vida cotidiana) que se lleva a cabo con un arnés en suspensión (sistema de cables y cintas) sujeto por un punto de anclaje, este es ajustable y no elástico, fabricado de materiales diversos pero resistentes (siendo el más típico el nailon),del punto de anclaje salen dos cuerdas con agarres mediante las cuales realizaremos los movimientos. Este entrenamiento permite realizar ejercicios multidimensionales, útiles, eficaces y seguros con el propio peso corporal y la fuerza de la gravedad, que desarrollan la fuerza y al mismo tiempo mejora la flexibilidad, equilibrio y la estabilidad de la parte central del cuerpo (core).

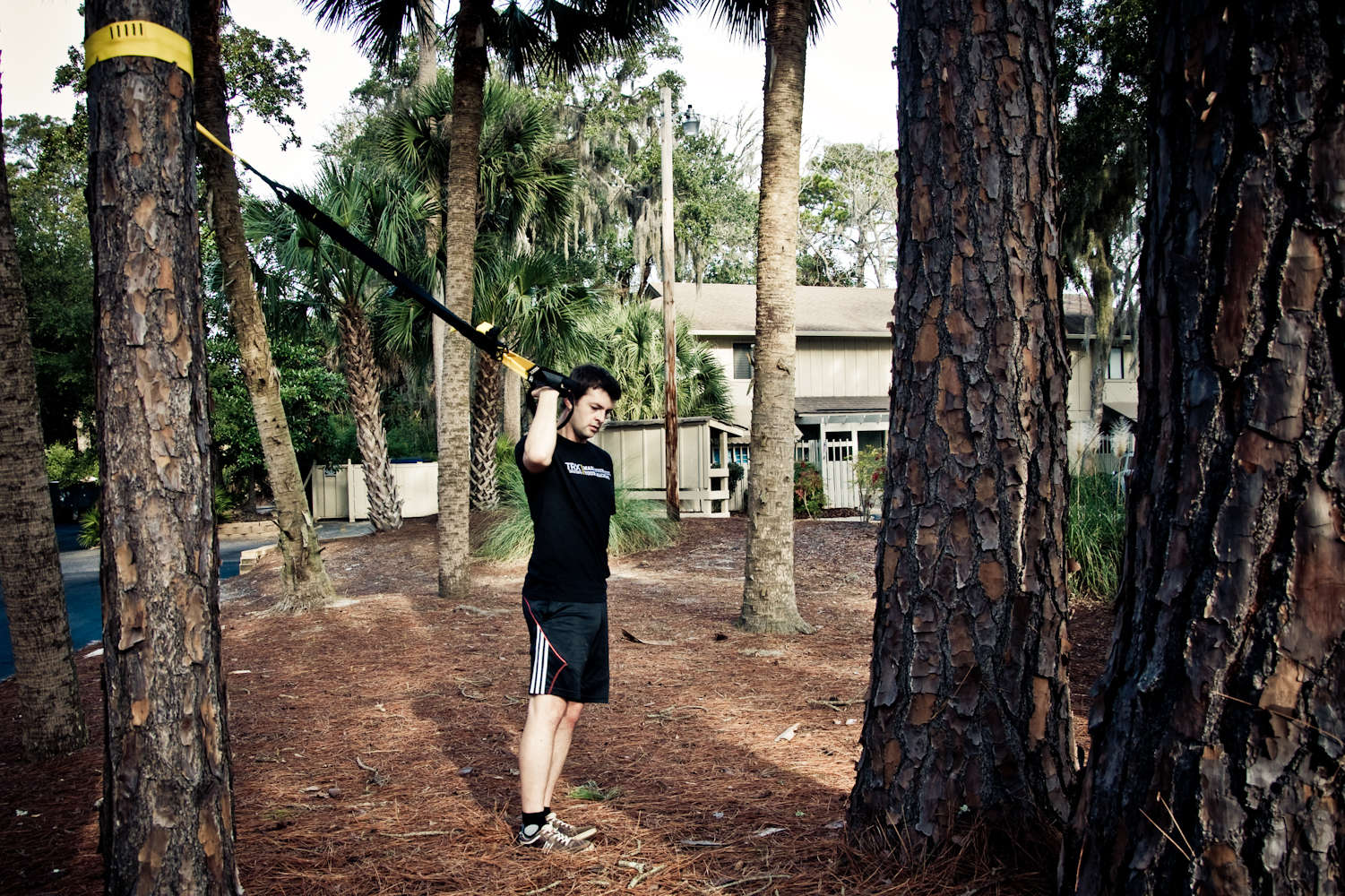
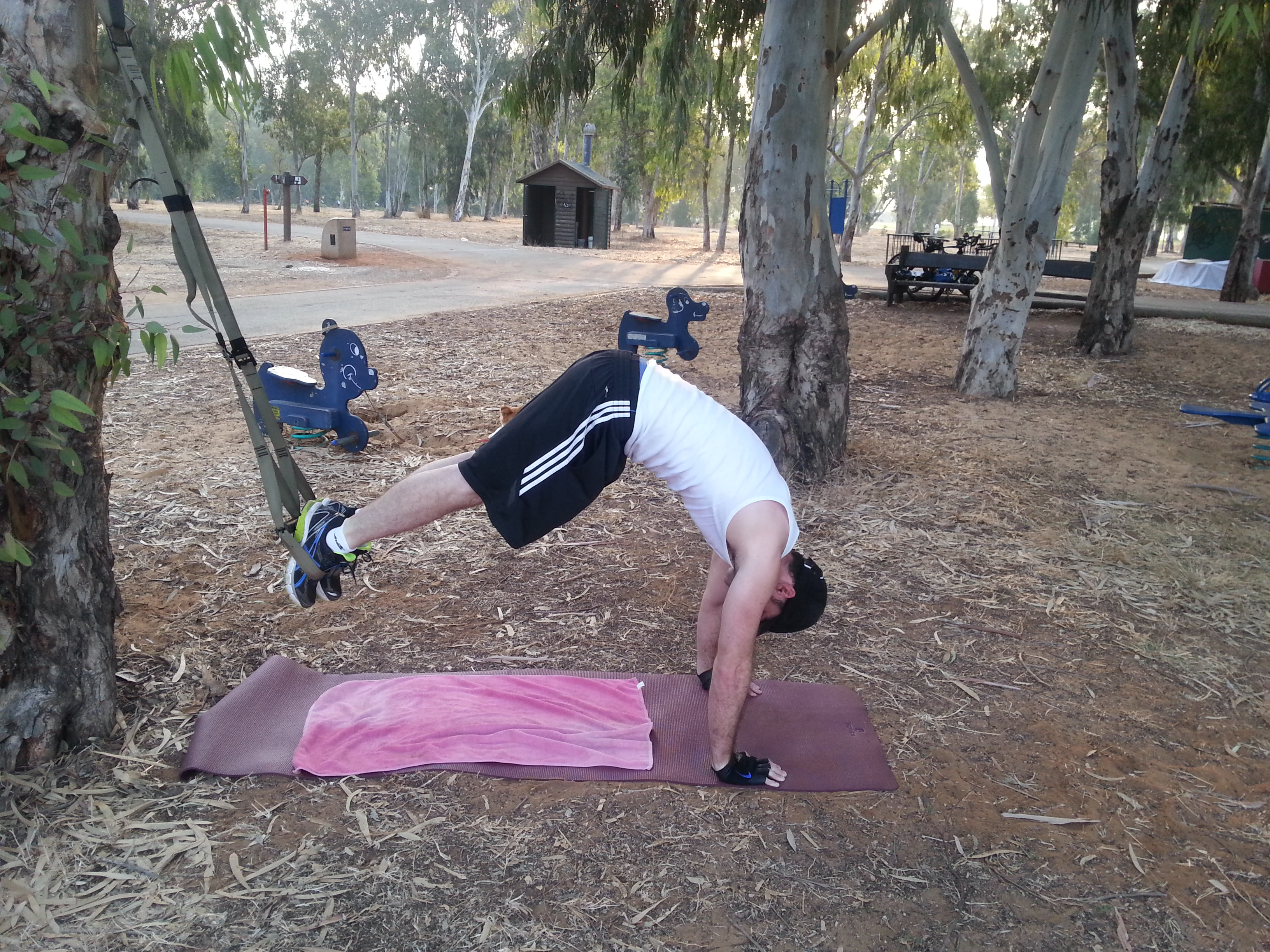
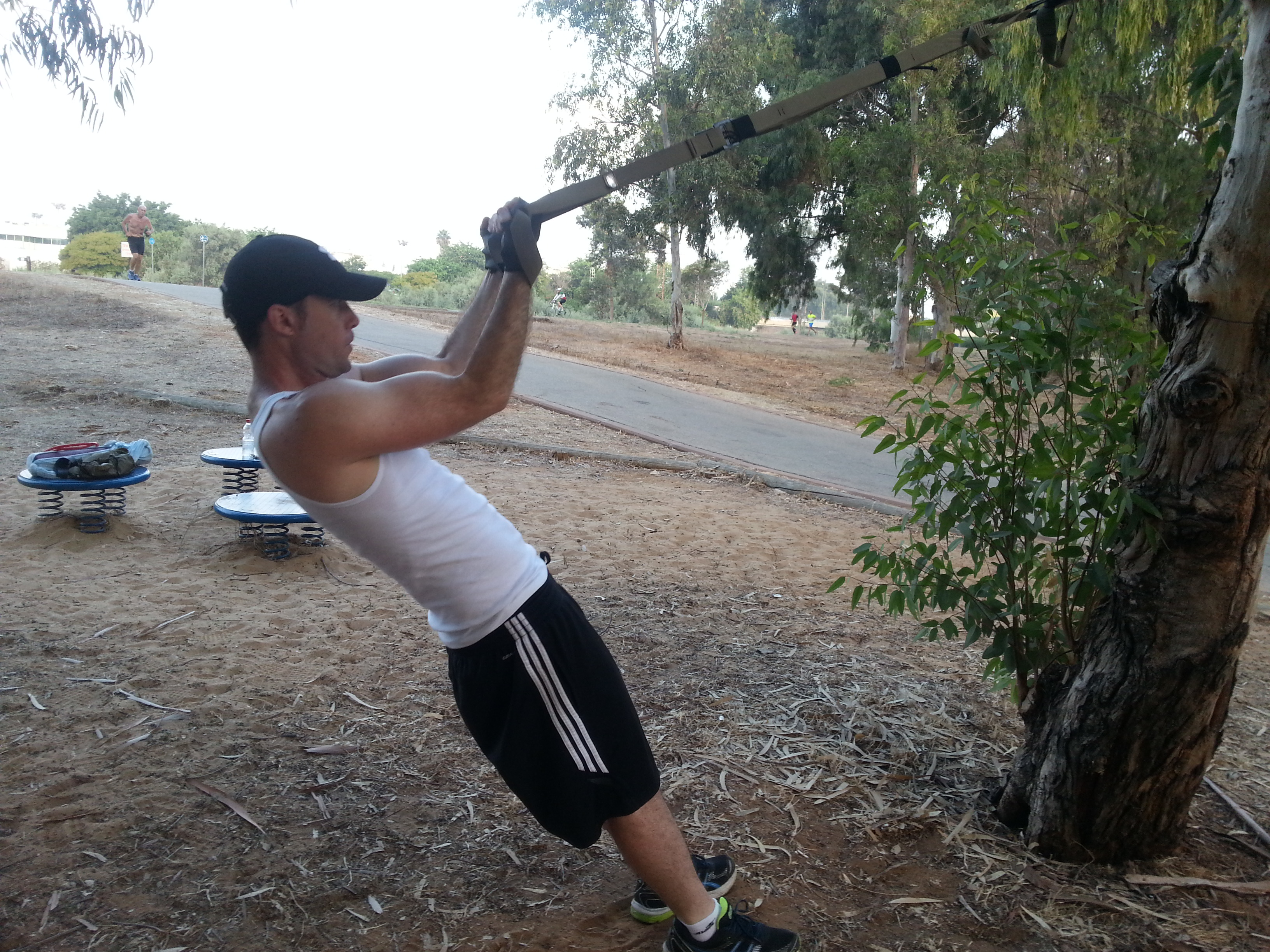
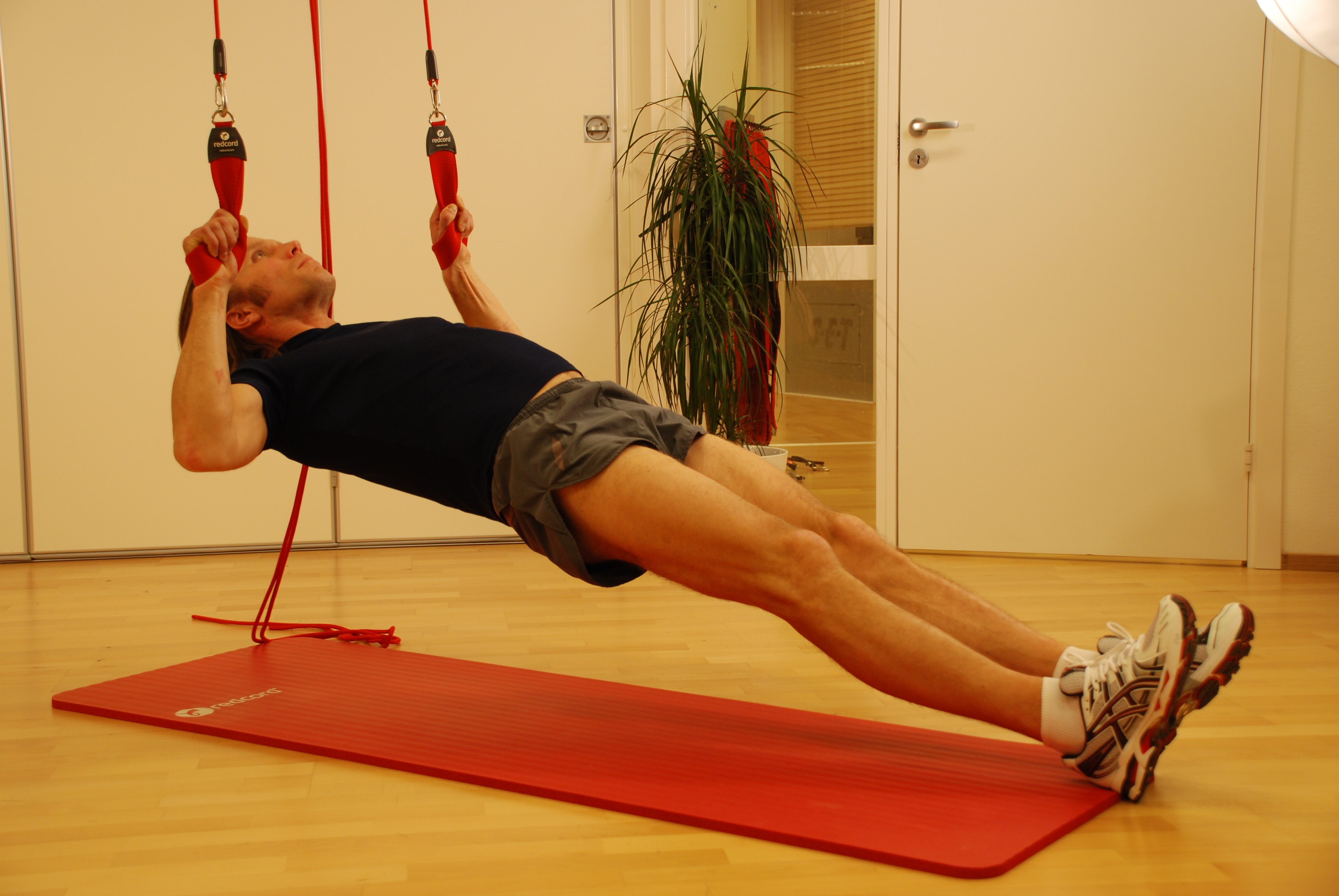
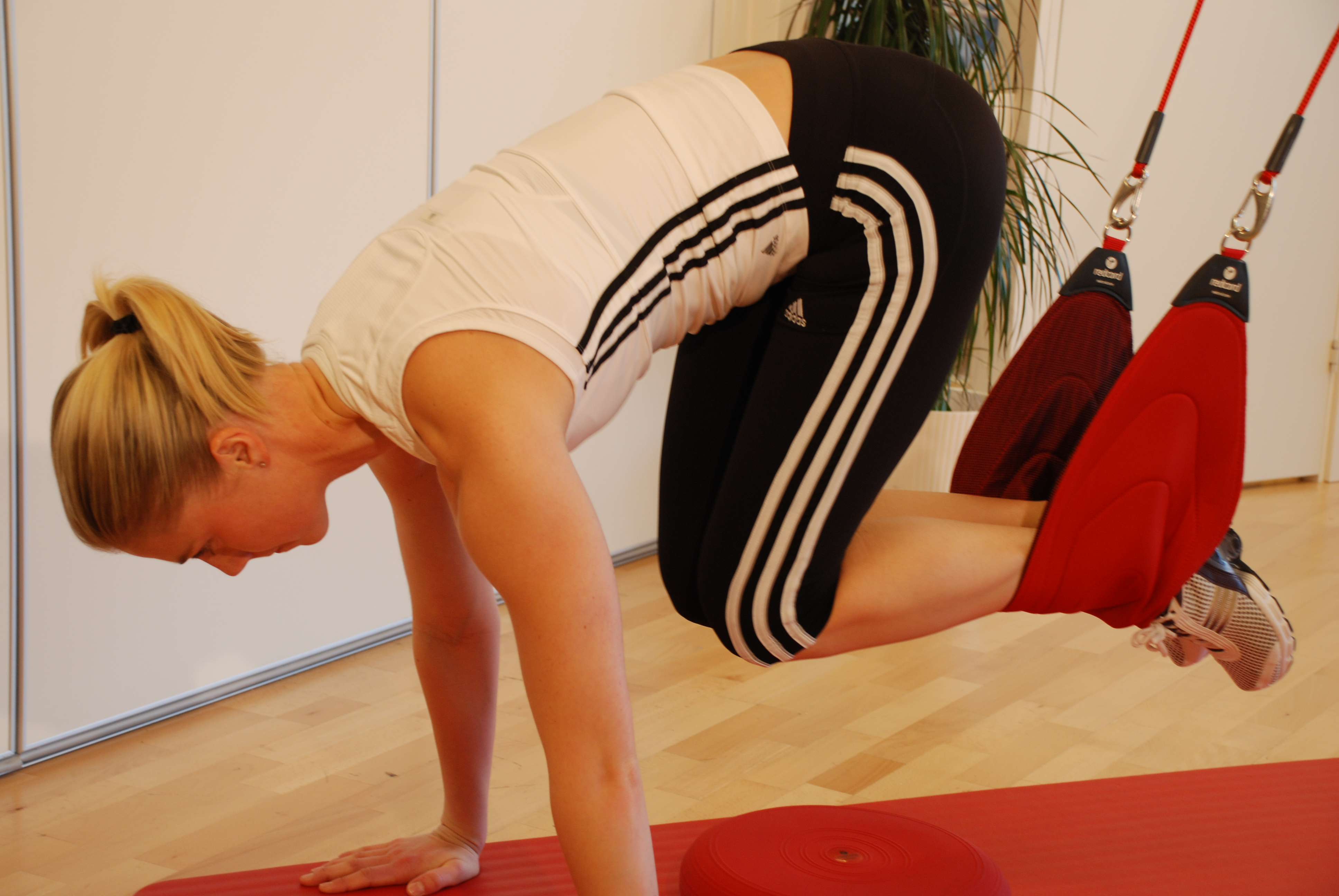

## Historia
El entrenamiento en suspensión surgió de la necesidad de los SEAL de mantener una condición física óptima cuando las circunstancias de su labor implicaban que no tuvieran a su disposición ni el espacio ni los equipos necesarios para su entrenamiento. Randy Hetrick, exmiembro de los SEAL y fundador de Fitness Anywhere, y sus compañeros crearon el primer modelo a partir de un cinturón de paracaídas cosido a mano con herramientas para la reparación de botes de goma y desarrollaron rápidamente una serie de ejercicios en los que utilizaban su peso corporal. En poco tiempo, Randy Hetrick y sus compañeros establecieron las bases de lo que sería una categoría completamente nueva y original de ejercicios funcionales, todo esto sucedió durante los años 90 y se comenzó a comercializar en 2005.[cita requerida] Este sistema es el perfeccionamiento de antiguas poleas que se utilizaban para la rehabilitación y en ejercicio físico.

## Beneficios y críticas

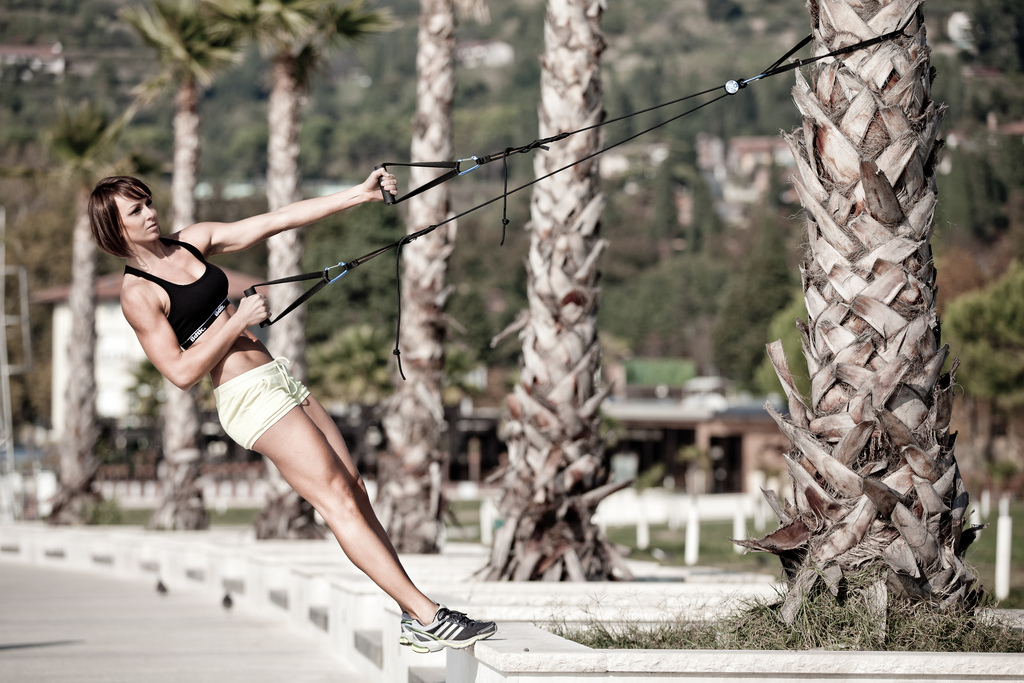
Suspensión en la naturaleza.

Los beneficios del entrenamiento en suspensión no sólo se aplican a los atletas de alto rendimiento, sino que también pueden ser utilizados por todos los que buscan un método para mejorar su condición física de forma rápida y segura. Los programas de salud y bienestar para las personas de edad avanzada, también han recurrido a este tipo de entrenamiento como una solución, ya que permite que estas personas se muevan con libertad y sin miedo a caerse. Los fisioterapeutas también adaptan los programas del entrenamiento en suspensión para rehabilitar a sus pacientes, al igual que las clínicas de medicina del deporte y las consultas quiroprácticas para la rehabilitación y recuperación de lesiones con notable éxito.
Los principales beneficios son:
- Permite entrenar todo el cuerpo.
- Permite trabajar movimientos que implican grandes cadenas musculares (entrenamiento funcional).
- Aumente la fuerza, la resistencia muscular, flexibilidad y tonificar el cuerpo.
- Es un buen entrenamiento cardiovascular y quemagrasas, si programamos el entrenamiento en un circuito de intervalos.
- Mejora la coordinación tanto del tren superior como del tren inferior.

Sin embargo, es importante también señalar que varios expertos han desaconsejado el uso del TRX por parte de personas inexpertas debido a su alto grado de lesiones, principalmente en la zona del hombro. Según ellos, los entrenamientos de inestabilidad como el TRX son demasiado complejos para quienes se lanzan sin una preparación y experiencia adecuada.